# Контратасьон
Контратасьон (исп. Contratación) — город и муниципалитет в северо-восточной части Колумбии, на территории департамента Сантандер. Входит в состав провинции Комунера.

## История
Поселение, из которого позднее вырос город, было основано в 1869 году. Муниципалитет Контратасьон был выделен в отдельную административную единицу в 1962 году.

## Географическое положение

Муниципалитет Контратасьон

Город расположен в южной части департамента, в горной местности Восточной Кордильеры, на расстоянии приблизительно 94 километров к юго-западу от города Букараманги, административного центра департамента. Абсолютная высота — 1645 метров над уровнем моря.
Муниципалитет Контратасьон граничит на северо-востоке с территорией муниципалитета Чима, на востоке — с муниципалитетом Гуадалупе, на юге — с муниципалитетом Эль-Гуакамайо, на западе и северо-западе — с муниципалитетом Санта-Элена-дель-Опон. Площадь муниципалитета составляет 120 км².

## Население
По данным Национального административного департамента статистики Колумбии, совокупная численность населения города и муниципалитета в 2015 году составляла 3491 человек.
Динамика численности населения муниципалитета по годам:
| 2005 | 2006 | 2007 | 2008 | 2009 | 2010 | 2011 | 2012 | 2013 | 2014 | 2015 |
| ---- | ---- | ---- | ---- | ---- | ---- | ---- | ---- | ---- | ---- | ---- |
| 4021 | 3968 | 3896 | 3854 | 3796 | 3754 | 3700 | 3643 | 3596 | 3547 | 3491 |

Согласно данным переписи 2005 года мужчины составляли 49,3 % от населения Контратасьона, женщины — соответственно 50,7 %. В расовом отношении белые и метисы составляли 99,97 % от населения города; негры, мулаты и райсальцы — 0,03 %.
Уровень грамотности среди всего населения составлял 86,9 %.

## Экономика
Основу экономики Контратасьона составляет сельское хозяйство.
47,6 % от общего числа городских и муниципальных предприятий составляют предприятия торговой сферы, 38,9 % — предприятия сферы обслуживания, 13,5 % — промышленные предприятия.